# Cap Jacobsen
Le cap Jacobsen est un cap d'Antarctique occidental situé sur la côte orientale de la péninsule de Martin, elle-même sur la côte septentrionale de la terre Marie Byrd. Il a été baptisé en l'honneur du capitaine Glen Jacobsen de la marine américaine.